# Isla Carlota
Isla Carlota es una isla habitada de la provincia de Romblon en las Filipinas. Es parte del barangay Nasunogan en el municipio de Banton. En el censo de 1918, la isla junto con su hermana la isla Isabel constituyó un barrio único denominado "Isla de los Hermanos", con 23 habitantes.
Se localiza en las coordenadas geográficas  13°02′N 121°53′E / 13.033, 121.883 al oeste de Isla Isabel, al noreste de la Isla Maestre de Campo, al noroeste de la Isla Bantón, al sur de la Isla Manriduque y de las Islas Tres Reyes, y al norte de la isla Simara.